# Minla ignotincta
Minla-de-cauda-vermelha ou zaragateirinho-de-cauda-encarnada (Minla ignotincta) é uma espécie de ave da família Leiothrichidae.
Pode ser encontrada nos seguintes países: Bangladesh, Butão, China, Índia, Laos, Myanmar, Nepal e Vietname.
Os seus habitats naturais são: regiões subtropicais ou tropicais húmidas de alta altitude.